# Edmund Strutz
Edmund Strutz (* 12. Juli 1892 in Ronsdorf; † 5. August 1964 in Wermelskirchen) war ein preußischer Beamter, Genealoge und Heimatforscher des Bergischen Landes.

## Leben
Edmund Strutz wurde als Sohn eines Mittelschullehrers geboren. Er besuchte das Elberfelder Gymnasium, an dem er zu Ostern 1911 das Abitur ablegte. In Jena, Berlin und Bonn studierte er Rechtswissenschaften. Nachdem er im Juni 1914 das erste juristische Staatsexamen abgelegt hatte, zog er als Leutnant in den Ersten Weltkrieg; 1918 wurde er an der Westfront schwer verwundet und geriet in britische Kriegsgefangenschaft. Nach der Entlassung setzte er das Jurastudium fort. 1920 wurde er mit einer rechtsgeschichtlichen Dissertation über Die Stadt- und Gerichtsverfassung Elberfelds (von 1610 bis 1807) promoviert. Ab 1922 war er als Regierungsassessor bei der Bezirksregierung Düsseldorf tätig, ab 1924 im Preußischen Innenministerium, seit 1925 als Regierungsrat. Von 1927 bis 1932 war er Landrat im Kreis Hoya, von 1932 bis 1934 Landrat im Landkreis Goldberg in Schlesien. Im Februar 1934 wurde er als Ministerialrat in das Reichsministerium des Innern abgeordnet und 1935 zum Regierungsvizepräsidenten in Koblenz ernannt.
Im September 1943 wurde Strutz zwangsbeurlaubt, anschließend in den Wartestand versetzt und aus der NSDAP ausgeschlossen.  Aufgrund eines Befehls des Volksgerichtshofes wurde er im November 1944 verhaftet und war bis zur Befreiung Deutschlands vom Nationalsozialismus in der Justizvollzugsanstalt Bützow inhaftiert.
Edmund Strutz war Vorsitzender des Bergischen Geschichtsvereins, der Westdeutschen Gesellschaft für Familienkunde und der Arbeitsgemeinschaft Genealogischer Verbände. Er gab zahlreiche Werke und Schriftenreihen zur Rheinischen Geschichte und zur Bergischen Geschichte heraus und begründete u. a. die Rheinischen Lebensbilder. Von 1952 bis zu seinem Tode war er Herausgeber des Deutschen Geschlechterbuches.
Nach Edmund Strutz wurde in Ronsdorf am 12. Februar 1970 der Edmund-Strutz-Weg benannt. Sein Nachlass befindet sich im Archiv des Bergischen Geschichtsvereins, Abteilung Wermelskirchen, und wurde vom gebürtigen Elberfelder Lothar Kellermann aufgearbeitet.

## Schriften
- Bergisches Geschlechterbuch
  - Band 1, Verlag C.A. Starke, Görlitz 1913 (= Deutsches Geschlechterbuch Band 24)
  - Band 2, Verlag C.A. Starke, Görlitz 1922 (= Deutsches Geschlechterbuch Band 35).
- Deutsches Geschlechterbuch. Genealogisches Handbuch bürgerlicher Familien. Von Edmund Strutz bearbeitete Bände:
  - Band 125, Starke, Limburg an der Lahn 1959 (= Allgemeines Geschlechterbuch Band 37).
  - Band 130, Starke, Limburg an der Lahn 1962 (= Allgemeines Geschlechterbuch Band 38).
- als Hrsg.: Rheinische Lebensbilder. Band 1 ff., Düsseldorf 1961 ff.
- Die Ahnentafeln der Elberfelder Bürgermeister und Stadtrichter von 1708 bis 1808. 2. Auflage. Degener, Neustadt a.d. Aisch 1963.
- Werden und Vergehen Remscheider Familien. Bergischer Geschichtsverein, Abt. Remscheid, Remscheid 1964.
- 175 Jahre Abr. Frowein jun. / Abr. & Gebr. Frowein / Frowein & Co. A.-G. Ein Beitrag zur Wuppertaler Wirtschaftsgeschichte. Druck A. Bagel Düsseldorf, 1938.